# سیسکو (تگزاس)
سیسکو، تگزاس(به انگلیسی: Cisco, Texas) شهری در ایالت تگزاس از ایالات جنوبی ایالات متحده آمریکا است. در سرشماری سال ۲۰۰۰، جمعیت این شهر ۳۸۵۱ نفر اعلام شد.

## نگارخانه

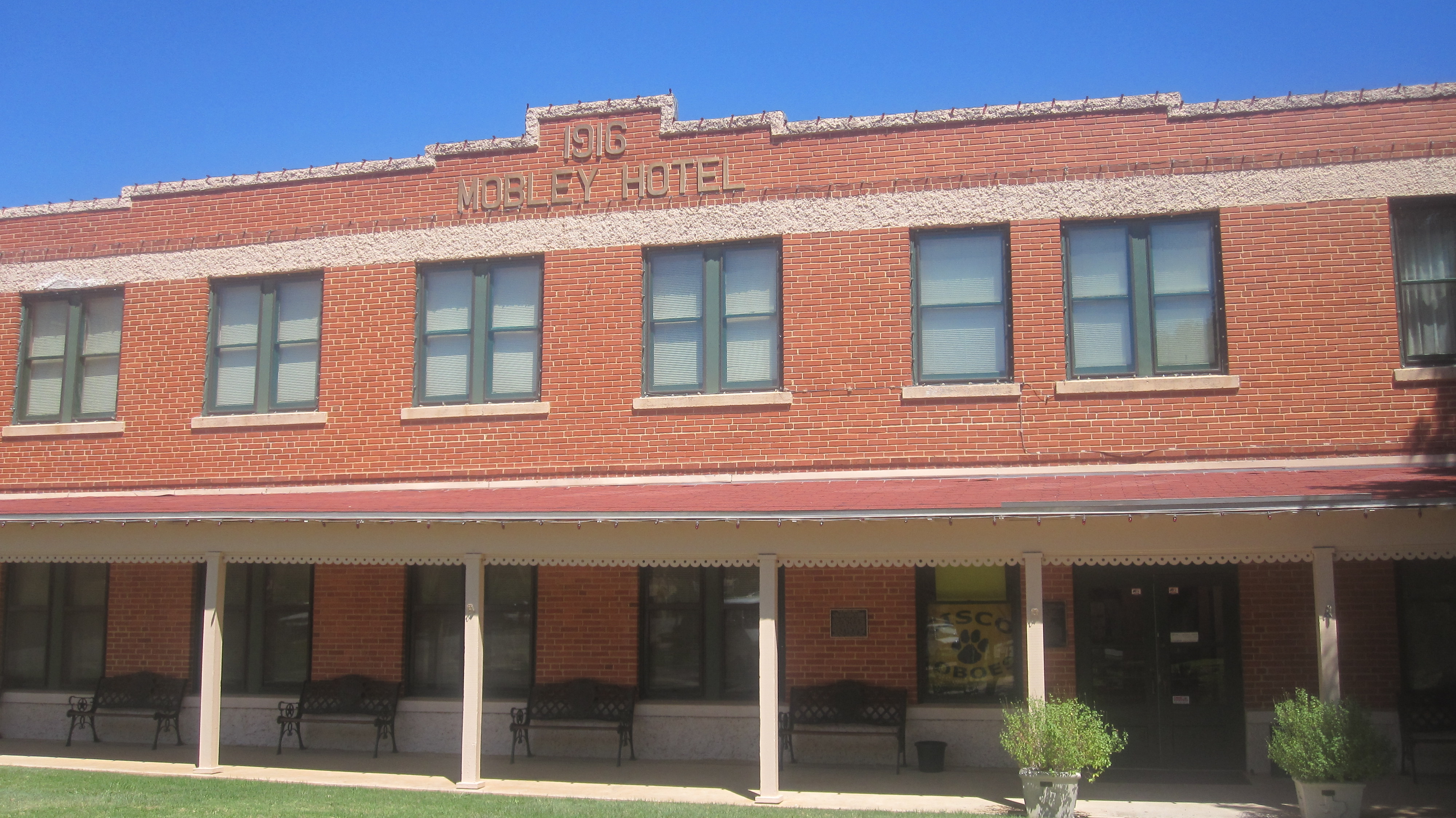
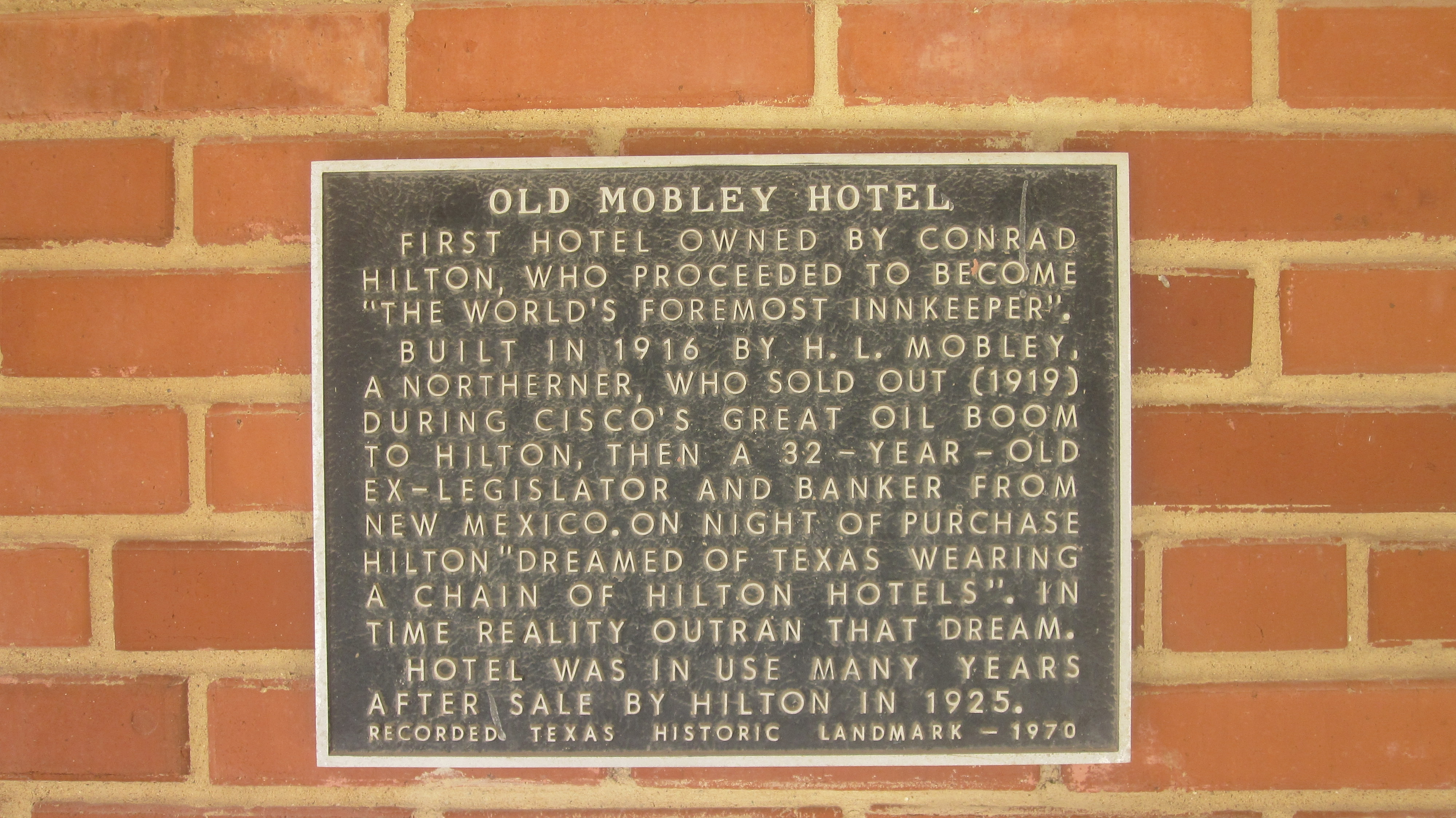
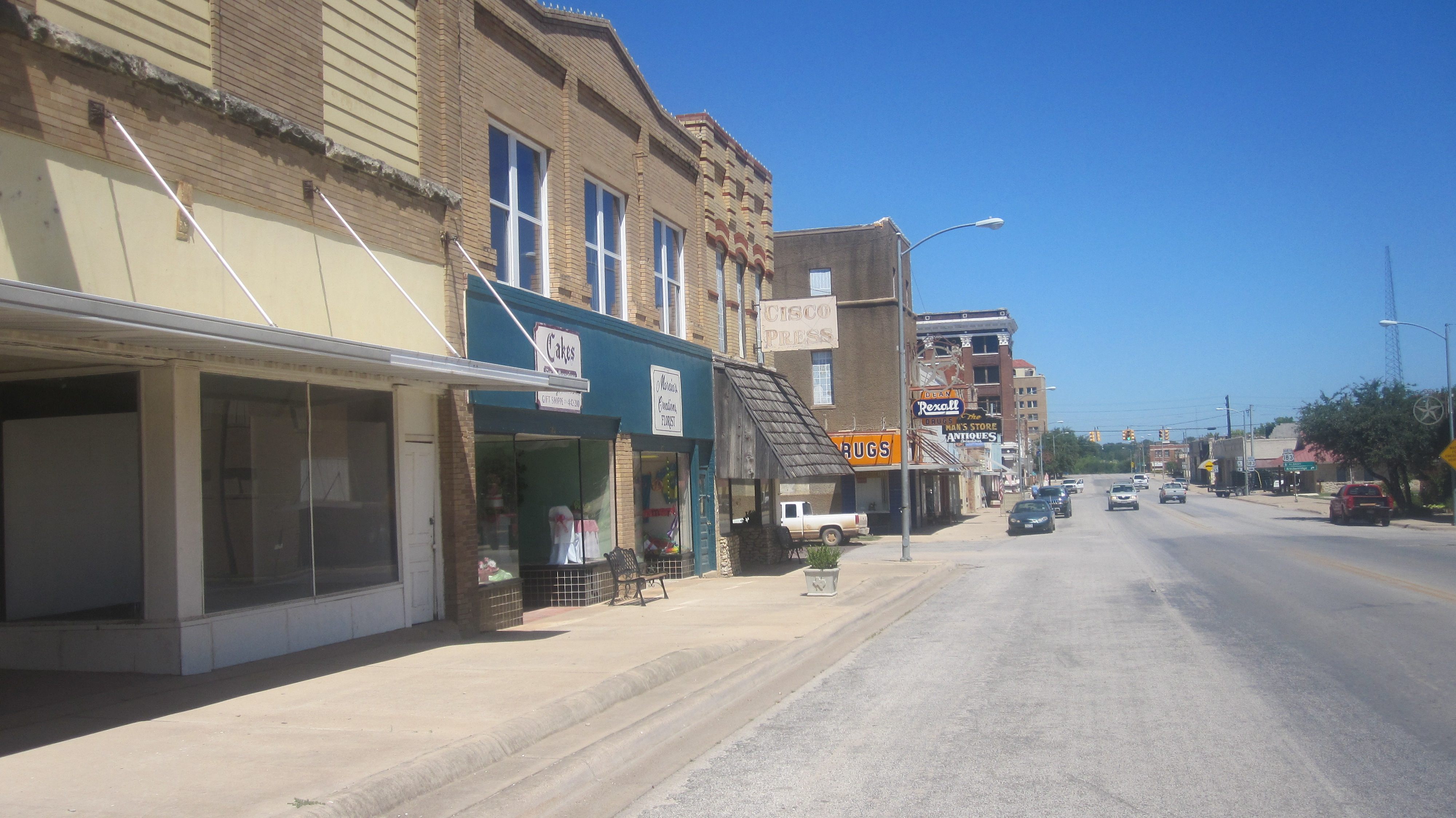
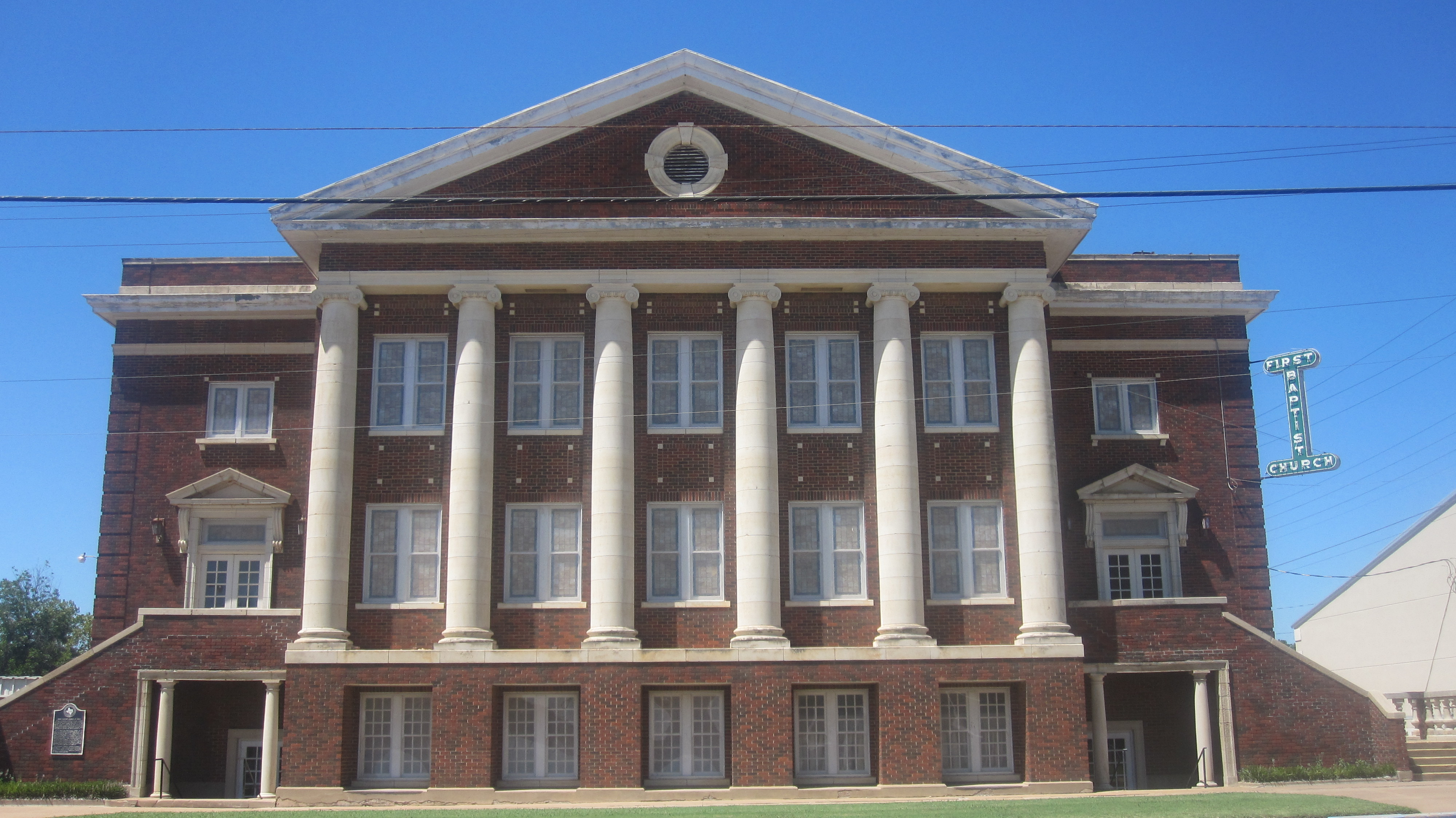